# Belsk Duży
Belsk Duży – wieś sołecka w Polsce położona w województwie mazowieckim, w powiecie grójeckim, w gminie Belsk Duży.
W latach 1954–1972 wieś należała i była siedzibą władz gromady Belsk Duży. W latach 1975–1998 miejscowość administracyjnie należała do województwa radomskiego. W latach 1918–1939 i 1945–1975 Belsk Duży należał do województwa warszawskiego. W czasie Królestwa Kongresowego Belsk Duży należał do obwodu warszawskiego,  powiatu czerskiego. Przed 1795 rokiem Belsk Duży należał do województwa mazowieckiego.
Miejscowość jest siedzibą gminy Belsk Duży oraz parafii pod wezwaniem Świętej Trójcy, należącej do dekanatu grójeckiego, archidiecezji warszawskiej. Przez miejscowość przepływa rzeczka Kraska, dopływ Jeziorki.

## Historia
Pierwsza wzmianka o Belsku pochodzi z roku 1451, w Księdze poborów Ziemi Czerskiej w latach 1540–1564 pojawia się nazwa Belsko Czarne. Nazwa miała pochodzić od nazwy rośliny lub trawy, najprawdopodobniej bylicy pospolitej zwanej „Czarne Bylsko” lub „Czarne Belsko”, choć według innych źródeł „czarne” pochodzi od gleby, czarnej ziemi. Potem nazwa wsi zmieniona na Belsko,Belsk i Belsk Duży. W 1779 roku powstaje parafia rzymskokatolicka z siedzibą w Belsku Dużym, która liczy 1698 dusz i należy do dekanatu grójeckiego. W zapisach z 1827 r. można się dowiedzieć, że Belsk Duży liczy 27 domów i 234 mieszkańców. W 1863 najprawdopodobniej Belsk zyskał status gminy, który utrzymał do dziś z przerwą na lata 1953–1973, gdy Belsk Duży był gromadą.
W czasie niemieckiej agresji na Polskę we wrześniu 1939 stacjonowała tu 16 Eskadra Towarzysząca.
Podczas okupacji niemieckiej, w latach 1942–1943 w Belsku miały miejsce akcje dywersyjne Gwardii Ludowej. Ukrywający się w okolicy Jiri Moudry dezerter z armii niemieckiej zorganizował oddział partyzancki. W obawie przed aresztowaniem przez reżim III Rzeszy używał nazwiska Jerzy Niedoszyński, a utworzony oddział podporządkował Gwardii Ludowej. W czasie jednej z akcji na Bielsko w 1943 dowodzony przez niego oddział zdobył oprócz broni, amunicję i mundury oraz wziął 4 jeńców. 

## Zabytki
We wsi znajdują się: kościół klasycystyczny z lat 1776–1779 fundacji Bazylego Walickiego projektu Hilarego Szpilowskiego, dawna plebania z przełomu XVIII/XIX wieku, klasycystyczny budynek dawnej poczty z pocz. XIX wieku, na cmentarzu kaplica i katakumby z 1822 roku. Przy drodze do Grójca grób powstańców styczniowych poległych 16 lutego 1864 roku.

## Nauka
Z instytucji edukacyjnych w Belsku Dużym jest szkoła podstawowa i gimnazjum. Największym jednak osiągnięciem tej gminy oraz całego powiatu grójeckiego jest Centralne Obserwatorium Geofizyczne w Belsku Instytutu Geofizyki Polskiej Akademii Nauk. Ośrodek ten prowadzi liczne badania, które stały się źródłem licznych prac i opracowań. Na podstawie badań i obserwacji powstało więcej prac w języku angielskim niż w języku polskim czego przykładem jest Effects of clouds on the surface erythemal UV-B irradiances at northern midlatitudes: estimation from the observations taken at Belsk, Poland (1999–2001) zamieszczony w Journal of Atmospheric and Solar-Terrestrial Physics.
Obserwatorium Geofizyczne Instytutu Geofizyki PAN w Belsku Dużym rozpoczęło swoją oficjalną działalność w roku 1965. Obserwatorium to kontynuuje pracę obserwatorium w Świdrze, które działało od 1920 roku. Silny wzrost sztucznych zakłóceń, głównie magnetycznych, pochodzących od zelektryfikowanych linii kolejowych aglomeracji warszawskiej, spowodował konieczność przeniesienia obserwacji geomagnetycznych ze Świdra w inne miejsce, niezbyt odległe od Warszawy, a jednocześnie o małym poziomie sztucznych zakłóceń.
Obecnie działalność Obserwatorium prowadzona jest w ramach dwóch jednostek organizacyjnych, merytorycznie związanych z Zakładami Magnetyzmu Ziemskiego oraz Fizyki Atmosfery Instytutu Geofizyki PAN. Jednostkami tymi są:

Laboratorium Magnetyzmu Ziemskiego i Laboratorium Fizyki Atmosfery

Laboratorium Magnetyzmu Ziemskiego działa w ramach międzynarodowego projektu INTERMAGNET. Laboratorium Fizyki Atmosfery jest członkiem sieci AERONET oraz sieci EARLINET.

## Gospodarka
Większość mieszkańców Belska Dużego zajmuje się uprawą ziemi, a konkretnie sadownictwem. Niemniej jednak na terenie tej miejscowości znajduje się duży kompleks przemysłu spożywczego włoskiej firmy Ferrero. Obecnie zakład zatrudnia ponad 1000 pracowników i prowadzi dalsze inwestycje strukturalne. Ponadto na terenie Belska Dużego działa kilka firm zajmujących się eksportem owoców. Najbardziej znaną jest firma ACTIV, która w 2004 roku wystartowała w ogólnopolskim konkursie „Sposób na Sukces” organizowanym przez Centrum Doradztwa Rolniczego w Brwinowie przy współpracy z Agencją Restrukturyzacji i Modernizacji Rolnictwa i Ministra Rolnictwa i otrzymała I nagrodę.

## Znane postacie związane z Belskiem
- Jan Kozietulski – oficer wojsk napoleońskich, który wsławił się szarżą w przełęczy Somosierra, obecnie leży pochowany w podziemiach kościoła w Belsku Dużym.
- Zdzisław Lubomirski – polski prawnik, polityk i działacz społeczny, prezydent Warszawy, członek Rady Regencyjnej, pochowany na tyłach kościoła na rodzinnym cmentarzu.
- Jan Piotr Rządkowski (ur. 14 lipca 1860, zm. 17 lutego 1934 w Suchorzewie) – tytularny generał broni Wojska Polskiego, uczestnik walk o niepodległość Polski w I wojnie światowej i wojnie polsko-bolszewickiej.
- Andrzej Stankiewicz – dziennikarz